# Igreja Evangélica do Rio da Prata
A Igreja Evangélica do Rio da Prata (em espanhol: Iglesia evangélica del Río de la Plata ou IERP) é uma denominação protestante presente na Argentina, Paraguai e Uruguai, fundada em 1840, por imigrantes alemães filiados à Igreja Evangélica na Alemanha.
A denominação é conhecida pela sua participação em eventos ecumênicos e por apoiar o casamento entre pessoas do mesmo sexo.

## História

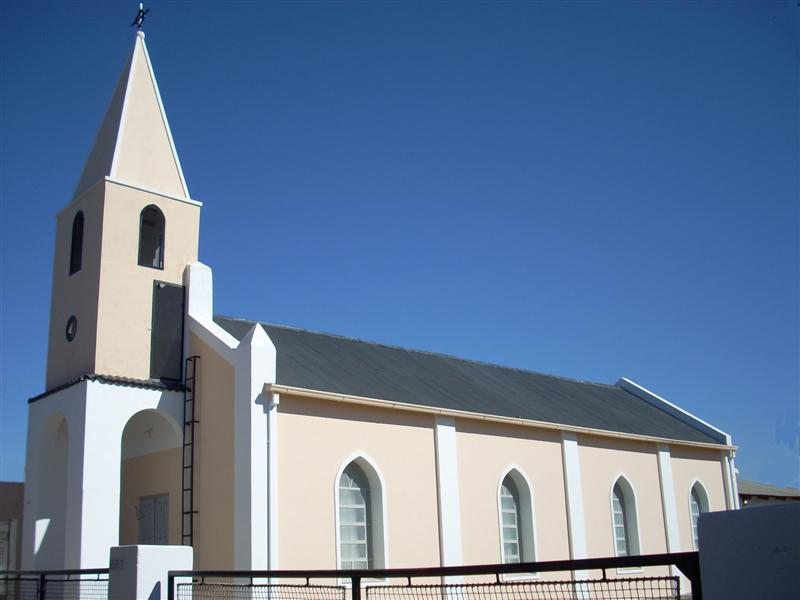
Igreja Evangélica do Rio da Prata

A história da Igreja Evangélica do Rio da Prata remonta a 1840 com a chegada de imigrantes alemães na Argentina, Paraguai e Uruguai. Mais tarde, eles se juntaram a outros imigrantes da Suíça, Áustria, Rússia, Brasil e Romênia que usavam a língua alemã.
Em 1899 eles criaram o Sínodo Evangélico Alemão do Rio da Prata, como parte da Igreja Evangélica na Alemanha, à qual se filiaram oficialmente em 1934.
Em 1965 o sínodo aprovou uma nova constituição e, sob o nome de Igreja Evangélica do Rio da Prata (IERP), a igreja tornou-se independente da Igreja Evangélica na Alemanha. Cerca de 70% dos membros vivem na Argentina, os demais no Uruguai e no Paraguai. Uma nova constituição foi aprovada em 1998, transferindo mais poder de decisão para os distritos.
A partir do seu crescimento, a denominação tornou-se conhecida pelo trabalho educacional. A igreja administra 17 jardins de infância na Argentina, Paraguai e Uruguai.
A IERP possui 5 lares para idosos e 7 hospitais e centros de saúde. Existem também centros de assistência a mães solteiras e cooperativas habitacionais mantidos pela igreja.

## Relações Inter-Eclesiásticas
A igreja é membro do Conselho Mundial das Igrejas, Comunhão Mundial das Igrejas Reformadas e Federação Luterana Mundial.
Além disso, a denominação tem relacionamento próximo com a Igreja Evangélica Luterana Unida (IELU), a Igreja Evangélica Valdense do Rio da Prata e as Igrejas Reformadas na Argentina.

## Doutrina
A igreja subscreve o Credo dos Apóstolos, Credo de Atanásio e o Credo Niceno, Declaração de Barmen, Catecismo de Heidelberg, Catecismo Menor de Lutero e Confissão de Augsburgo.
Além disso, permite a ordenação de mulheres e apoia o casamento entre pessoas do mesmo sexo.